# D.E.V.O.L.U.T.I.O.N.
D.E.V.O.L.U.T.I.O.N. — десятый студийный альбом трэш-метал-группы Destruction, выпущенный 29 августа 2008 года на лейбле AFM Records в Европе и на лейбле Candlelight Records в Северной Америке.
На альбоме в качестве приглашённых музыкантов выступили гитаристы Гэри Холт из Exodus и Slayer и Джефф Уотерс из Annihilator, которые исполнили гитарные соло в песне «Urge (The Greed of Gain)», а также Винни Мур из UFO сыграл соло в песне «Devolution».
Первые буквы каждого трека образуют название альбома — «devolution».

## Список композиций
Слова и музыка всех песен — Майк Зифрингер и Марсель Ширмер.
| №                   | Название                             | Длительность |
| ------------------- | ------------------------------------ | ------------ |
| 1.                  | «Devolution»                         | 5:29         |
| 2.                  | «Elevator to Hell»                   | 5:38         |
| 3.                  | «Vicious Circle - The 7 Deadly Sins» | 4:42         |
| 4.                  | «Offenders of the Throne»            | 4:16         |
| 5.                  | «Last Desperate Scream»              | 3:59         |
| 6.                  | «Urge (The Greed of Gain)»           | 4:42         |
| 7.                  | «The Violation of Morality»          | 4:36         |
| 8.                  | «Inner Indulgence»                   | 4:46         |
| 9.                  | «Odyssey of Frustration»             | 5:29         |
| 10.                 | «No One Shall Survive»               | 4:26         |
| Общая длительность: | Общая длительность:                  | 48:03        |

| №                   | Название                     | Автор(ы)                             | Длительность |
| ------------------- | ---------------------------- | ------------------------------------ | ------------ |
| 11.                 | «Shellshock» (кавер на Tank) | Марк Брэббс, Питер Брэббс, Элги Уорд | 2:15         |
| Общая длительность: | Общая длительность:          | Общая длительность:                  | 50:17        |

## Участники записи
Destruction
- Марсель Ширмер — вокал, бас-гитара, продюсирование
- Майк Зифрингер — гитара, продюсирование
- Марк Рейгн — ударные, продюсирование

Приглашённые музыканты
- Винни Мур — гитарное соло на «Devolution»
- Гарри Уилкенс — гитарное соло на «Elevator to Hell»
- V.O. Pulver — гитарное соло на «Elevator to Hell»
- Джейкоб Хансен — гитарное соло на «Last Desperate Scream» и «Odyssey of Frustration», бэк-вокал
- Гэри Холт — гитарное соло на «Urge (The Greed of Gain)»
- Джефф Уотерс — гитарное соло на «Urge (The Greed of Gain)»
- Флемминг К. Лунд — гитарное соло на «Odyssey of Frustration»
- Асбьёрн Штеффенсен — бэк-вокал
- Джеппе С. Нильсен — бэк-вокал
- Торстен Мэдсен — бэк-вокал
- Каспер Кьеркегор — бэк-вокал
- Ян Б. Джепсен — бэк-вокал
- Йеппе Андерссон — бэк-вокал

Производственный персонал
- Джейкоб Хансен — продюсирование, звукоинженер, сведение, мастеринг
- Йеппе Андерссон — помощник звукоинженера
- Мартин Пагаард — барабанный техник
- Гьюла Хаванчак — обложка